# Karima Sánchez i Ramis
Karima Sánchez i Ramis (Palma, 21 d'abril de 1991) és una esportista de lluita lliure mallorquina. Va acabar cinquena a la Copa del Món de 2014, setena al Campionat d'Europa de 2016 i vuitena als Jocs Europeus de 2015. Fou guanyadora dels Jocs Mediterranis de 2009, quarta el 2013 i campiona dels Jocs Mediterranis de 2015.